# Marino Klinger
Marino Klinger Salazar (Buenaventura, 1936. február 7. – Cali, 1975. május 19.)  kolumbiai válogatott labdarúgó. 

## Pályafutása

### Klubcsapatban
1957 és 1966 között a Millonarios játékosa volt. 1967-ben az Independiente Medellín csapatához került. A Millonariossal öt alkalommal nyerte meg a kolumbiai bajnokságot.

### A válogatottban
1962-ben 6 alkalommal szerepelt a kolumbiai válogatottban és 2 gólt szerzett. Részt vett az 1962-es világbajnokságon és az 1963-as Dél-amerikai bajnokságon.

### Halála
1975. május 19-én autóbalesetben hunyt el.

## Sikerei
Millonarios
- Kolumbiai bajnok (5): 1959, 1961, 1962, 1963, 1964

## Külső hivatkozások
- Marino Klinger – a FIFA adatbázisában
- Marino Klinger adatlapja a National-Football-Teams.com oldalon (angolul)

- Marino Klinger (angol nyelven). Footballdatabase.eu